# Mandawa (India)

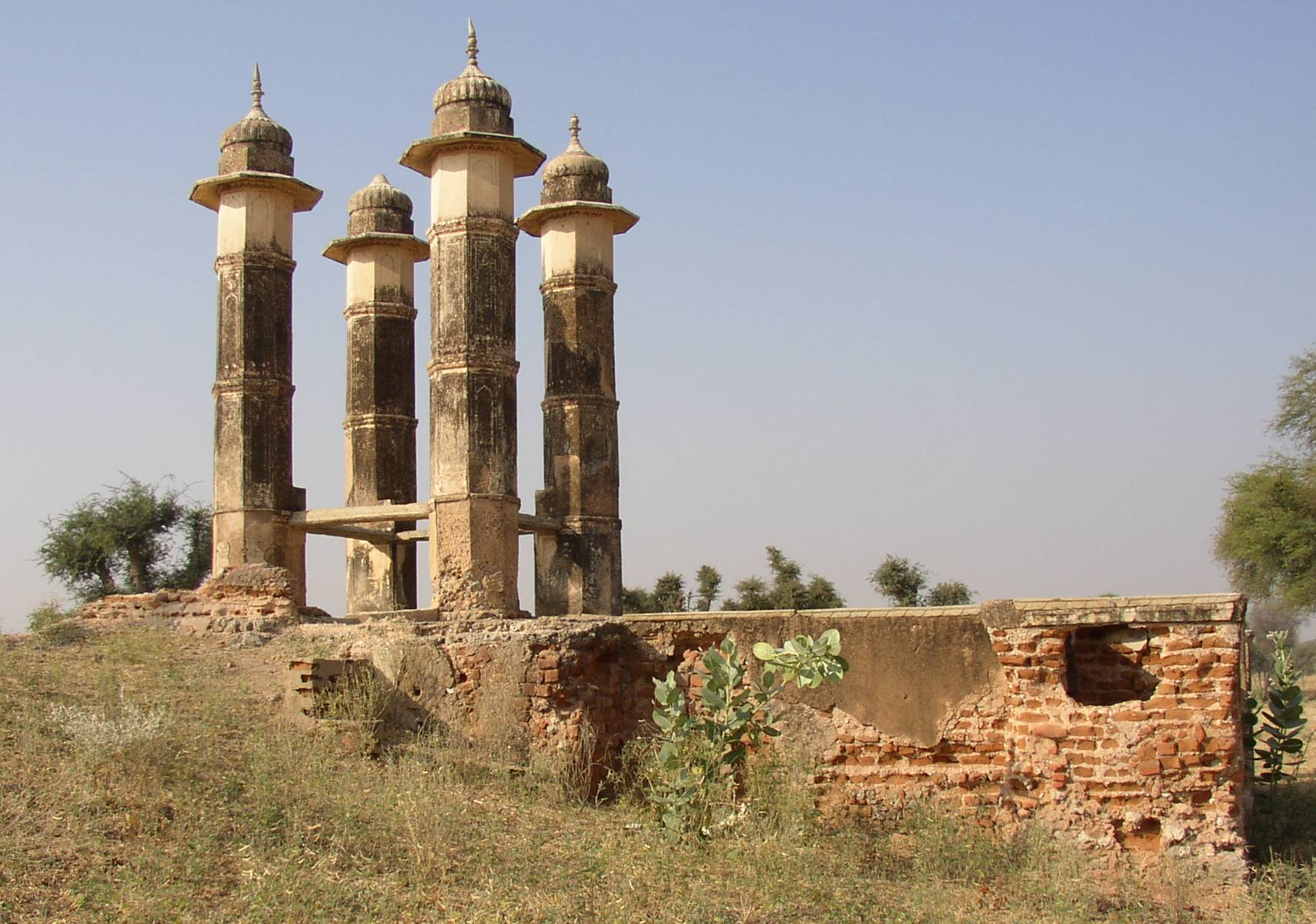
Fontana

Mandawa è una suddivisione dell'India, classificata come municipality, di 20.717 abitanti, situata nel distretto di Jhunjhunu, nello stato federato del Rajasthan. In base al numero di abitanti la città rientra nella classe III (da 20.000 a 49.999 persone).

## Geografia fisica
La città è situata a 28° 04' 03 N e 75° 09' 01 E.

## Società

### Evoluzione demografica
Al censimento del 2001 la popolazione di Mandawa assommava a 20.717 persone, delle quali 10.552 maschi e 10.165 femmine. I bambini di età inferiore o uguale ai sei anni assommavano a 3.805, dei quali 2.006 maschi e 1.799 femmine. Infine, coloro che erano in grado di saper almeno leggere e scrivere erano 11.960, dei quali 7.351 maschi e 4.609 femmine.